# Nicolás Bravo 2da. Sección, Pichucalco
Nicolás Bravo 2da. Sección är en ort i Mexiko.   Den ligger i kommunen Pichucalco och delstaten Chiapas, i den sydöstra delen av landet, 700 km öster om huvudstaden Mexico City. Nicolás Bravo 2da. Sección ligger 64 meter över havet och antalet invånare är 142.
Terrängen runt Nicolás Bravo 2da. Sección är huvudsakligen kuperad, men den allra närmaste omgivningen är platt. Runt Nicolás Bravo 2da. Sección är det ganska tätbefolkat, med 67 invånare per kvadratkilometer. Närmaste större samhälle är Teapa, 16,5 km nordost om Nicolás Bravo 2da. Sección. Trakten runt Nicolás Bravo 2da. Sección består till största delen av jordbruksmark.